# Frýdnava

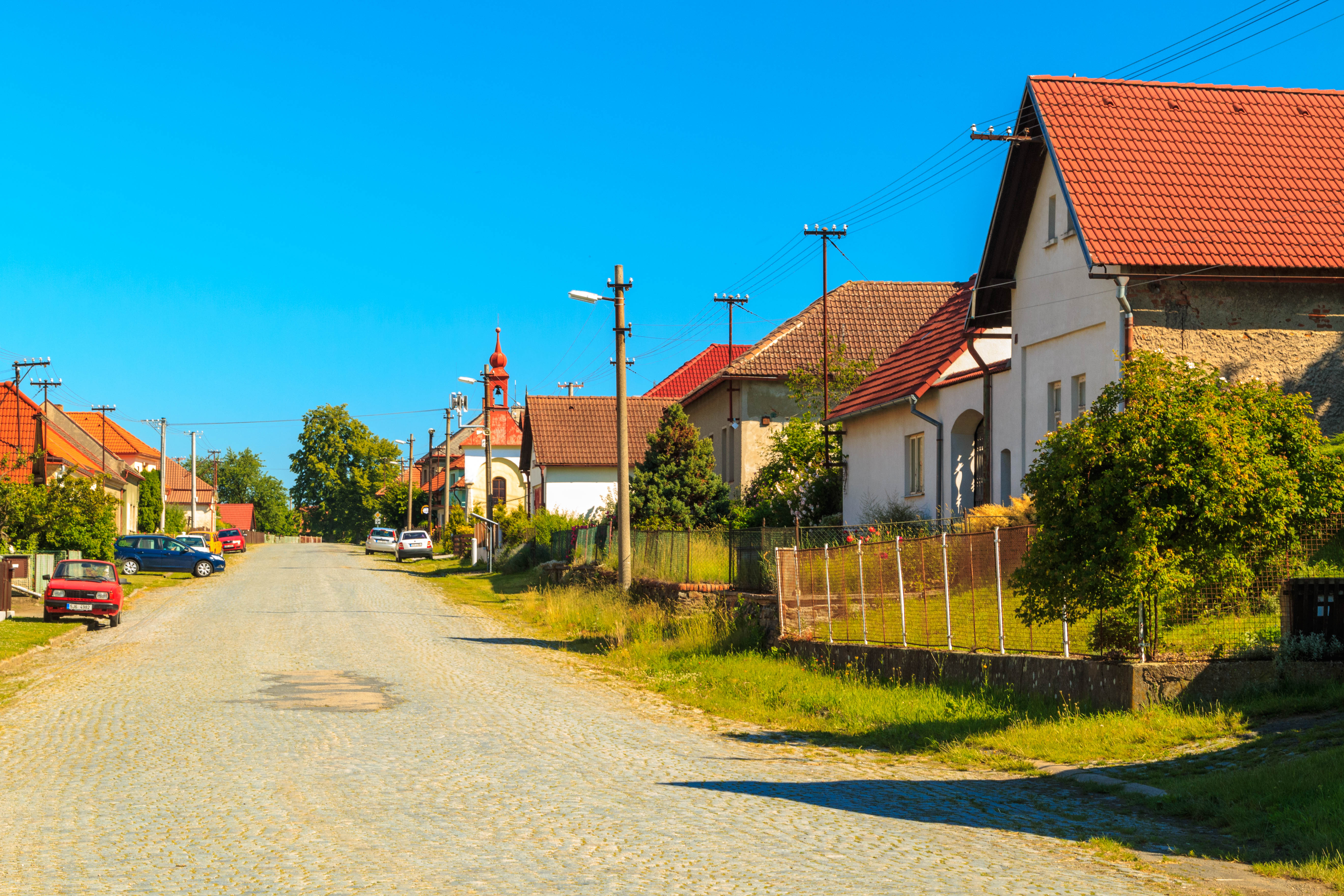
Dorfplatz

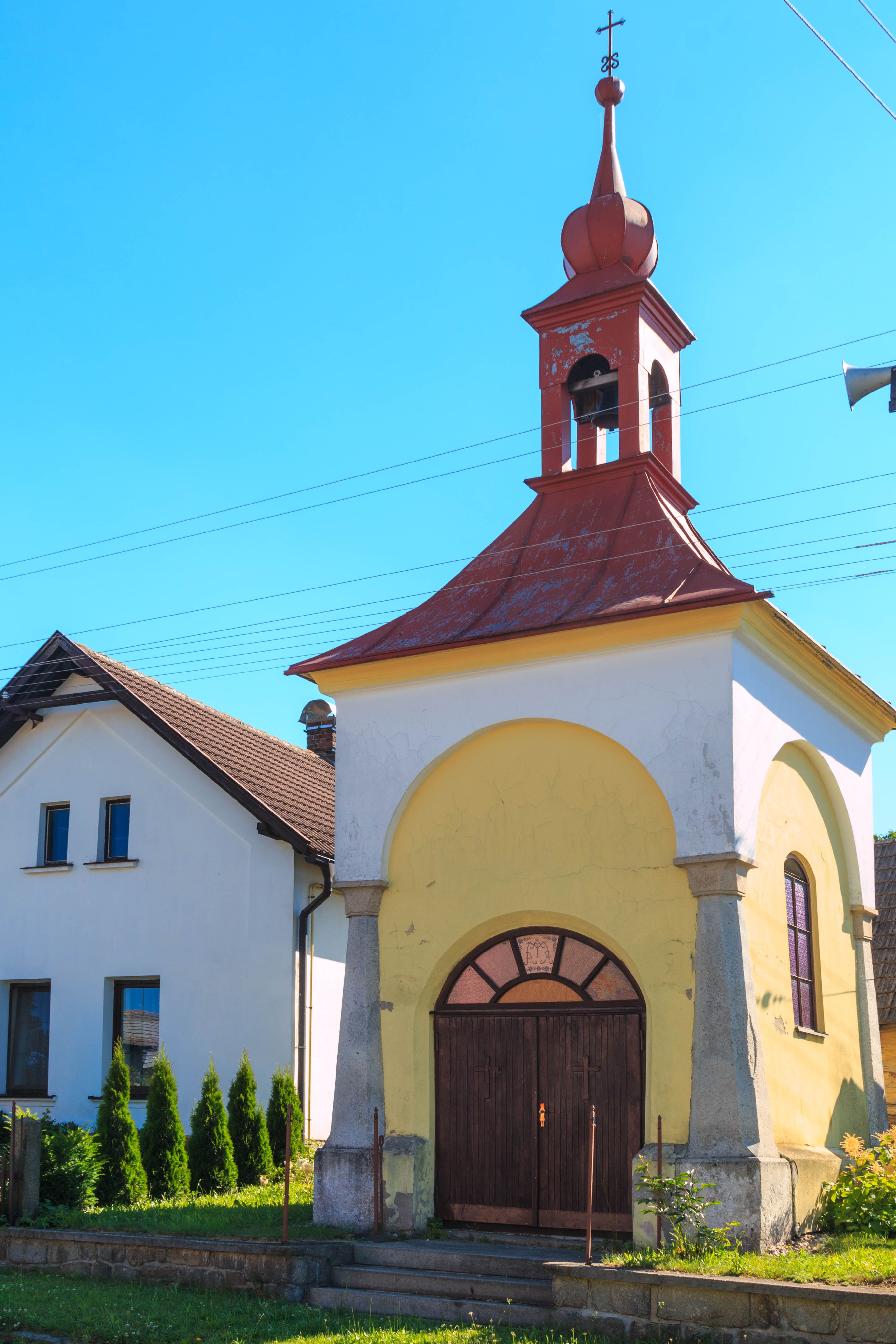
Kapelle Mariä Geburt

Frýdnava (deutsch Friedenau) ist ein Ortsteil der Stadt Habry in Tschechien. Er liegt drei Kilometer nördlich von Habry und gehört zum Okres Havlíčkův Brod.

## Geographie
Das Straßendorf Frýdnava befindet sich rechtsseitig des Baches Váhanka in der Hornosázavská pahorkatina (Hügelland an der oberen Sázava). Im Osten wird das Dorf von der Staatsstraße I/38 zwischen Habry und Golčův Jeníkov umfahren.
Nachbarorte sind Vohančice, Olšinky und Nasavrky im Norden, Klášter, Zhoř und Jakubovice im Nordosten, Hostovlice und Petrovice u Uhelné Příbramě im Osten, Rybníček im Südosten, Haberský Dvůr und Habry im Süden, Kysibl, Lubno und Chrtníč im Südwesten, Fabiánka und Kobylí Hlava im Westen sowie Dolík, Hajárna, Budka und Římovice im Nordwesten.

## Geschichte
Der Ort wurde zwischen 1265 und 1278 durch König Ottokar II. Přemysl am Haberner Landessteig, der Hauptverbindung von Prag über Deutschbrod nach Mähren, als königliches Gut gegründet und mit deutschen Kolonisten besiedelt. Der König bewilligte den Siedlern das Führen eines Wappens mit dem Reichsadler. Die erste urkundliche Erwähnung erfolgte 1312 als Vreudenow. Während der Hussitenkriege wurde das kaiserliche Heer zu Beginn des Jahres 1422 nach der verlorenen Schlacht bei Nebovidy von den Truppen Jan Žižkas verfolgt und erwartete die Verfolger am 8. Januar auf der Haberner Hochfläche zum Kampf. Bei der Schlacht bei Habern, aus der erneut die Hussiten als Sieger hervorgingen, wurde Frýdnava gänzlich niedergebrannt. Ein Teil der Bewohner wurde bei den Kämpfen getötet, die übrigen durch die Hussiten vertrieben. Später wurde Frýdnava mit tschechischen Bauern neu besiedelt. Nach dem Ende der Hussitenkriege gehörte Frýdnava zu den Besitzungen des Nikolaus I. Trčka von Lípa auf Lipnice. 1552 verkaufte Burian Trčka von Lípa die Dörfer Frydnawa, Choštišťany, Leškovice, Rybniczek, Vohančice und Zábělčice für 1067 und ½ Schock Böhmische Groschen an Marianne Robenhaupt von Soutice (Mariana Robmhápová ze Soutic), die daraus das Gut Zábělčice bildete. 1559 wurde der Kauf in der Landtafel eingetragen. Marianne Robenhaupt ließ in Zábělčice einen Meierhof und eine Brauerei errichten. 1566 verkaufte sie das Gut Zábělčice mit den sechs Dörfern für 2600 Schock Böhmische Groschen an Jiří Mnětický von Mnětice. Im Jahre 1580 erwarb Wenzel Robenhaupt von Sucha auf Seč das Gut Zábělčice erblich von König Rudolf II. Er kaufte im selben Jahr von Albrecht Slavata von Chlum und Koschumberg noch das Städtchen Jenikau hinzu und vereinigte beide Güter. Während der Napoleonischen Kriege besetzten Ende 1805 französische Truppen des Generals Vandamme die Gegend von Frýdnava, wo sich zwei Landesstraßen kreuzten, und begannen mit Schanzarbeiten. Wenig später wurden die Franzosen kampflos durch die k.k. Ersatzarmee, die ihr Hauptquartier in Jenikau hatte, gefangen genommen und die bei Habern lagernden französischen und bayerischen Truppen nach Iglau zurückgetrieben.
Im Jahre 1840 bestand das im Caslauer Kreis an der Wiener Straße gelegene Dorf Friedenau, auch Fridnow bzw. Fridnowa genannt, aus 57 Häusern, in denen 364 Personen, darunter eine jüdische Familie lebten. Im Ort gab es ein Wirtshaus. Pfarrort war Habern. Bis zur Mitte des 19. Jahrhunderts blieb Friedenau der Herrschaft Goltsch-Jenikau untertänig.
Nach der Aufhebung der Patrimonialherrschaften bildete Frydnava ab 1849 eine Gemeinde im Gerichtsbezirk Habern. Ab 1868 gehörte der Ort zum Bezirk Časlau. 1869 hatte Frydnava 345 Einwohner und bestand aus 64 Häusern. Due Freiwillige Feuerwehr wurde 1878 gegründet. Im Jahre 1880 erreichte die Gemeinde mit 392 Einwohnern ist größte Bevölkerungszahl. Im Jahre 1900 lebten in Frydnava 324 Menschen, 1910 waren es 318. Seit 1924 führt das Dorf den Namen Frýdnava. 1930 hatte Frýdnava 309 Einwohner und bestand aus 60 Häusern. 1949 wurde die Gemeinde dem Okres Chotěboř zugeordnet. Seit der Gebietsreform von 1960 gehört Frýdnava zum Okres Havlíčkův Brod. Zum 1. Januar 1989 erfolgte die Eingemeindung nach Habry. Beim Zensus von 2001 lebten in den 60 Häusern des Dorfes 110 Personen.

## Ortsgliederung
Zu Frýdnava gehört die Einschicht Fabiánka. Der Ortsteil bildet einen Katastralbezirk.

## Sehenswürdigkeiten
- Kapelle Mariä Geburt
- Gedenkstein für die Gefallenen des Ersten Weltkrieges
- Kreuz im nördlichen Teil des Dorfes, es wurde zum Gedenken an die Gefangennahme der Franzosen errichtet. Das ursprüngliche Holzkreuz mit einem blechernen Christusbild wurde 1850 durch ein gusseisernes Kreuz ersetzt.